# Phường 2, Tuy Hòa
Phường 2 là một phường thuộc thành phố Tuy Hòa, tỉnh Phú Yên, Việt Nam.

## Địa lý
Phường 2 có diện tích 2,29 km², dân số năm 2022 là 22.902 người, mật độ dân số đạt 10.000 người/km².

## Lịch sử
Ngày 28 tháng 9 năm 2024, Ủy ban Thường vụ Quốc hội ban hành Nghị quyết số 1200/NQ-UBTVQH15 về việc sắp xếp đơn vị hành chính cấp xã của tỉnh Phú Yên giai đoạn 2023 – 2025 (nghị quyết có hiệu lực từ ngày 1 tháng 11 năm 2024). Theo đó, điều chỉnh 0,089 km² diện tích tự nhiên, quy mô dân số là 2.322 người của Phường 9 và toàn bộ 1,47 km² diện tích tự nhiên, quy mô dân số là 9.531 người của Phường 8 vào Phường 2.
Phường 2 có 2,29 km² diện tích tự nhiên và quy mô dân số là 22.902 người.